# 鷲神社 (白岡市寺塚)
鷲神社（わしじんじゃ）は、埼玉県白岡市の神社。

## 歴史
創建年代は不明である。ただ江戸時代後期の地誌『新編武蔵風土記稿』に記載されていることから、その頃には既に存在していたものと推測される。近くにあった「東照寺」が別当寺であった。東照寺は第2代古河公方足利政氏が開基の臨済宗の寺院であったが、明治初期の神仏分離により、廃寺に追い込まれた。
1875年（明治8年）、近代社格制度に基づく「村社」に列せられた。1885年（明治18年）、日本鉄道が大宮 - 宇都宮間の路線（現・東北本線）を開業した。その際に当社を横断する形で線路が敷かれた。そのため、社殿のすぐ横を汽車が通るようになった。1909年（明治42年）、汽車の火の粉が社殿に燃え移り全焼してしまった。これにより、神仏分離後も当社に残されていた本地仏の釈迦如来像も焼失した。1926年（大正15年）に社殿は再建されている。

## 交通アクセス
- 白岡駅より徒歩19分。